# Дюбюф, Клод-Мари
Клод-Мари Поль Дюбюф (фр. Claude Marie Paul Dubufe; 1790, Париж — 1 апреля 1864, Ла-Сель-Сен-Клу, близ Парижа) — французский живописец-портретист.
Сперва писал исторические картины в холодной академической манере своего учителя, Жака-Луи Давида, позже в сентиментально-буржуазном духе, господствовавшем во французской живописи 1820-х и начала 1830-х годов. В своё время пользовался значительною известностью и создал множество портретов, в том числе, правителей и аристократии Франции (короля Луи-Филиппа I, бельгийской королевы Луизы Марии Орлеанской, графа де Шамбора, Анн-Пьера Монтескью-Фезансака и др.).
Главные его произведения — «Аполлон и Кипарис» (1822), «Воспоминания» и «Сожаления» (1827, две парные картины, популяризованные литографией).
Отец художника Луи Эдуара Дюбюфа (1819—1883), свёкор скульптора Жюльетты Дюбюф (1819—1855), дед художника Гийома Дюбюфа (1853—1909).

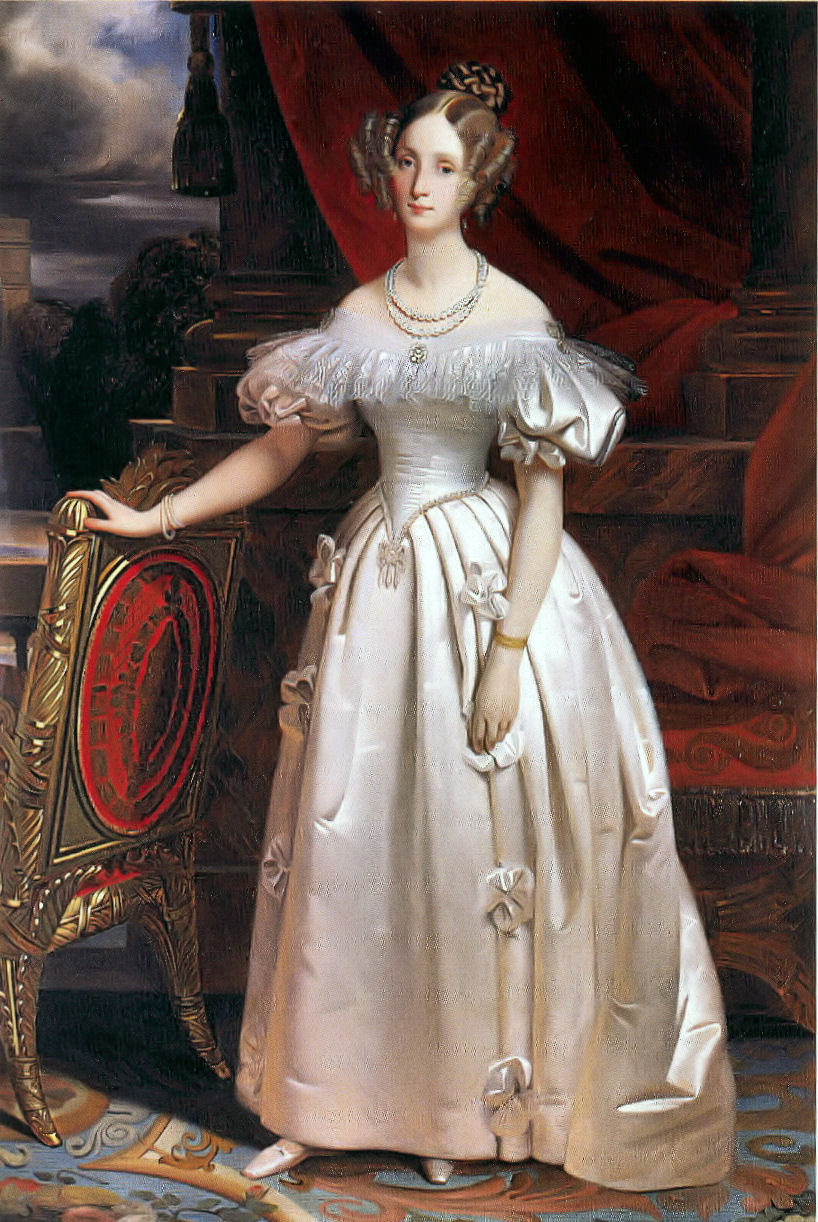
Луиза Мария Орлеанская
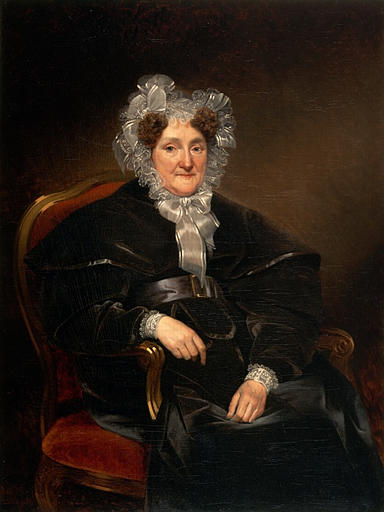
Портрет герцогини де Фельтре
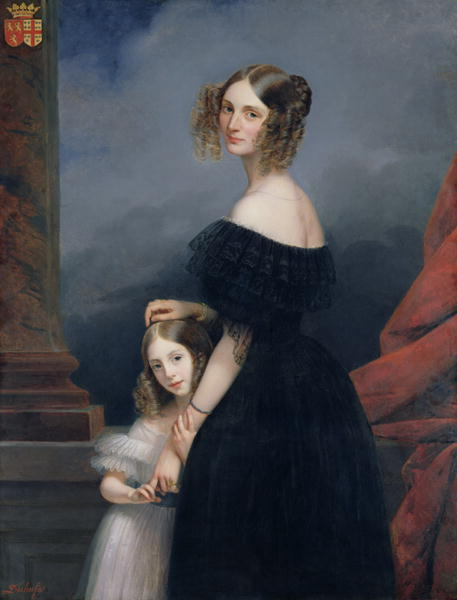
Анна-Луиза де Монморанси с дочерью, около 1840
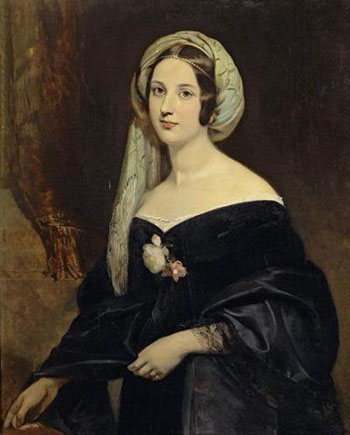
Элеонора Дженкинсон
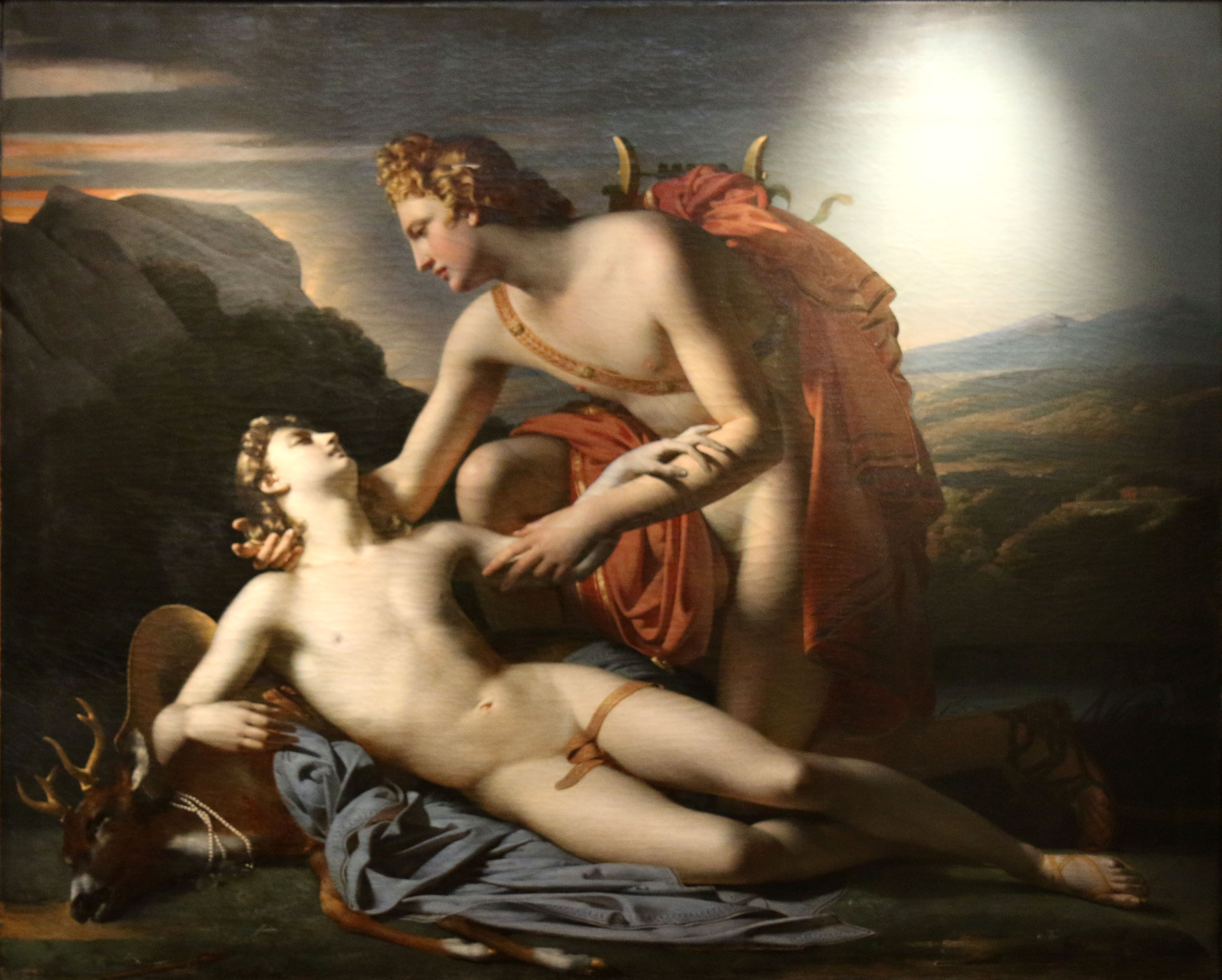
Аполлон и Кипарис, 1822

## Источник
- Дюбюф // Энциклопедический словарь Брокгауза и Ефрона : в 86 т. (82 т. и 4 доп.). — СПб., 1890—1907.